# 98.ª Brigada Paraquedista (Israel)
A 98ª Brigada Paraquedista de Israel "Ha-Esh" (em hebraico: עֻצְבַּת הָאֵשׁ  , Utzbat HaEsh, lit. A Formação de Fogo), é uma brigada de infantaria paraquedista das Forças de Defesa de Israel subordinada ao Comando Central de Israel. Em 1º de outubro de 2024, participou de uma operação terrestre no Líbano.

## Organização

Organização da 98ª Brigada Paraquedista "Ha-Esh" em 2024

- 98.ª Brigada Paraquedista "HaEsh/Fire"
  -  35.ª Brigada Paraquedista
    - 101.º Batalhão "Peten"
    - 202.º Batalhão "Tzefa"
    - 890.º Batalhão "Ef'a"
    - (5135.º) Batalhão "Seraf"
    - Batalhão Logístico

  -  55.ª Brigada Paraquedista (Reserva)
    - 28.º Batalhão
    - 66.º Batalhão
    - 71.º Batalhão
    - (6623rd) Reconnaissance Battalion
    - Logistic Battalion
    - Signal Company

  -  Brigada Oz
    - Unidade 212 "Maglan"
    - Unidade 217 "Duvdevan"
    - Unidade 621 "Egoz"
    - Unidade de Mobilidade e Combate 5515
    - Unidade Médica Aérea
    - Batalhão Logístico
    - Comando Oz

  -  551.ª Brigada Paraquedista "Hetzei HaEsch/Flechas em Chamas" (Reserva)
    - 697.º Batalhão Paraquedista
    - 699.º Batalhão Paraquedista
    - 7008.º Batalhão Paraquedista
    - (6551.º) Batalhão de Reconhecimento
    - 8219.º Batalhão de Engenharia de Combate

  -  214.ª Brigada de Artilharia
    - Batalhão de Artilharia "Mithra" (Forças Especiais)
    - Batalhão de Artilharia "Mauf" (Reserva)
    - Batalhão de Artilharia "Metzok" (Reserva)
    - Batalhão de Artilharia "Menor" (Reserva)
    - Batalhão de Artilharia "Morg" (Reserva)

  -  8237.ª Brigada de Paraquedistas (Logística)
    - Maintenance & Technology Battalion
      - Companhia de Manutenção A
      - Companhia de Manutenção B
      - Companhia de Assistência

    - Companhia de Munição
    - Unidade Médica
    - 2x Pelotões de Suprimento
    - 3x Esquadrão de Controle

  -  492.º Batalhão "Lapid"